# Lískovníček
Lískovníček (Corylopsis) je rod rostlin z čeledi vilínovité (Hamamelidaceae). Jsou to opadavé nebo poloopadavé dřeviny pocházející z Číny, Himálají, Koreje a Japonska. V Česku jsou některé druhy pěstovány jako okrasné keře s pěkným olistěním, nápadné zejména časným kvetením.

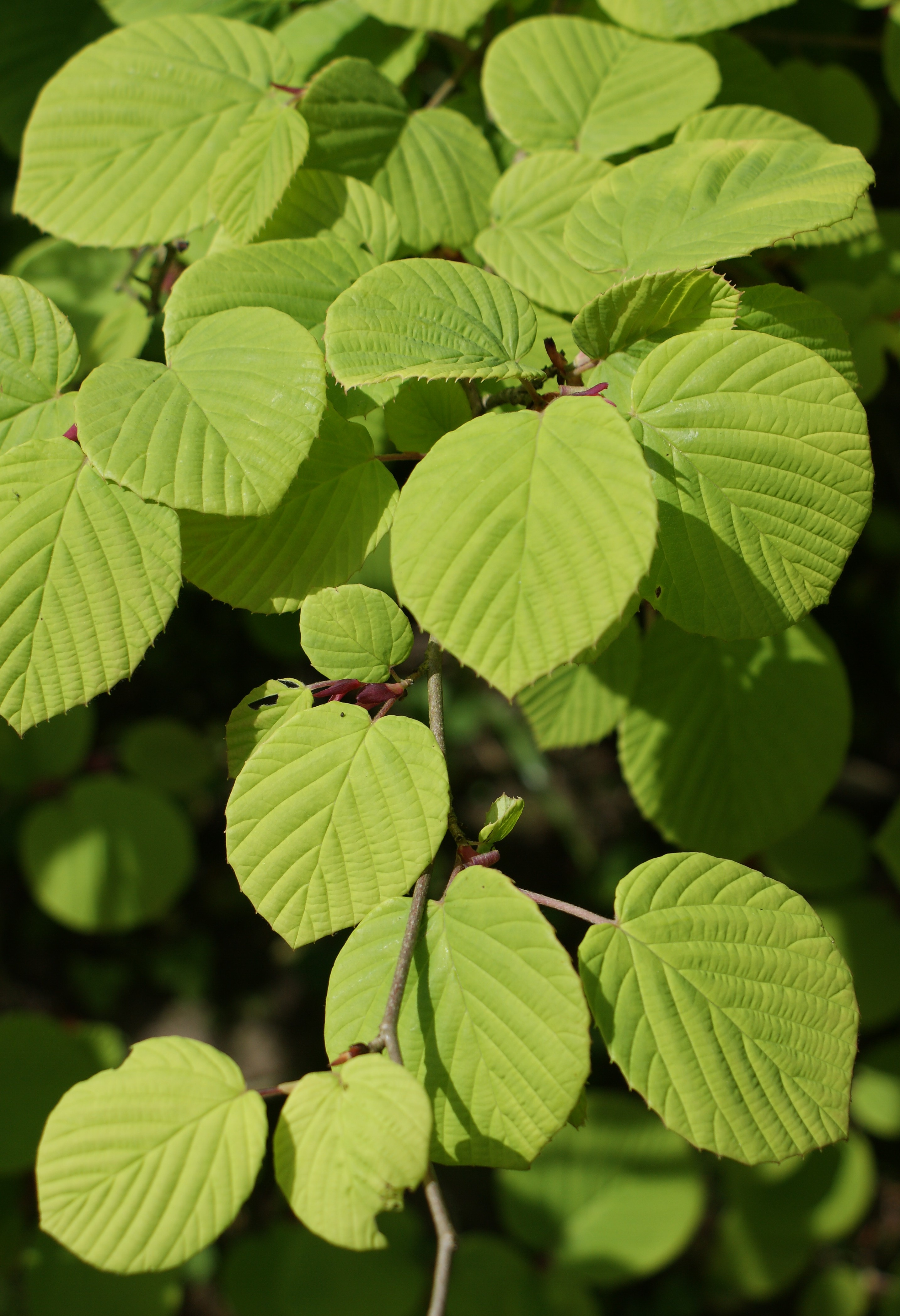
Listy lískovníčku olysalého

## Popis
Lískovníčky jsou opadavé nebo poloopadavé keře a malé stromy. Letorosty jsou obvykle hvězdovité chlupaté, s nápadnými lysými pupeny. Palisty jsou velké, tenké, obyčejně rychle opadavé a zanechávající drobnou jizvu. Listy jsou tenké nebo kožovité, s pilovitým okrajem. Žilnatina je zpeřená, ze spodního páru žilek obyčejně odbočují ještě terciární žilky. Květy se obvykle objevují před olistěním a jsou uspořádané v převislých hroznech nebo kompaktních thyrsech. Každý květ je podepřen 1 listenem a 2 listenci. Květy jsou pravidelné, oboupohlavné, pětičetné. Kalich je 5-četný, vytrvalý nebo opadavý. Koruna je 5-četná, žlutá, korunní lístky jsou okrouhlé nebo vejčité. Tyčinek je 5, s tenkými nitkami. Někdy je v květech přítomno několik staminodií. Mezi tyčinkami je 5 až 10 šupin produkujících nektar. Semeník je téměř svrchní až téměř spodní, srostlý ze 2 plodolistů. V každém plodolistu jsou 3 vajíčka, z nichž jsou 2 sterilní. Čnělky jsou krátké až dlouhé, s hlavatými bliznami, za plodu vytrvávající. Tobolky jsou dřevnaté, vejcovitě kulovité, pukající podélně čtyřmi chlopněmi, se zobanitými vytrvalými čnělkami na vrcholu. Semena jsou oválná.

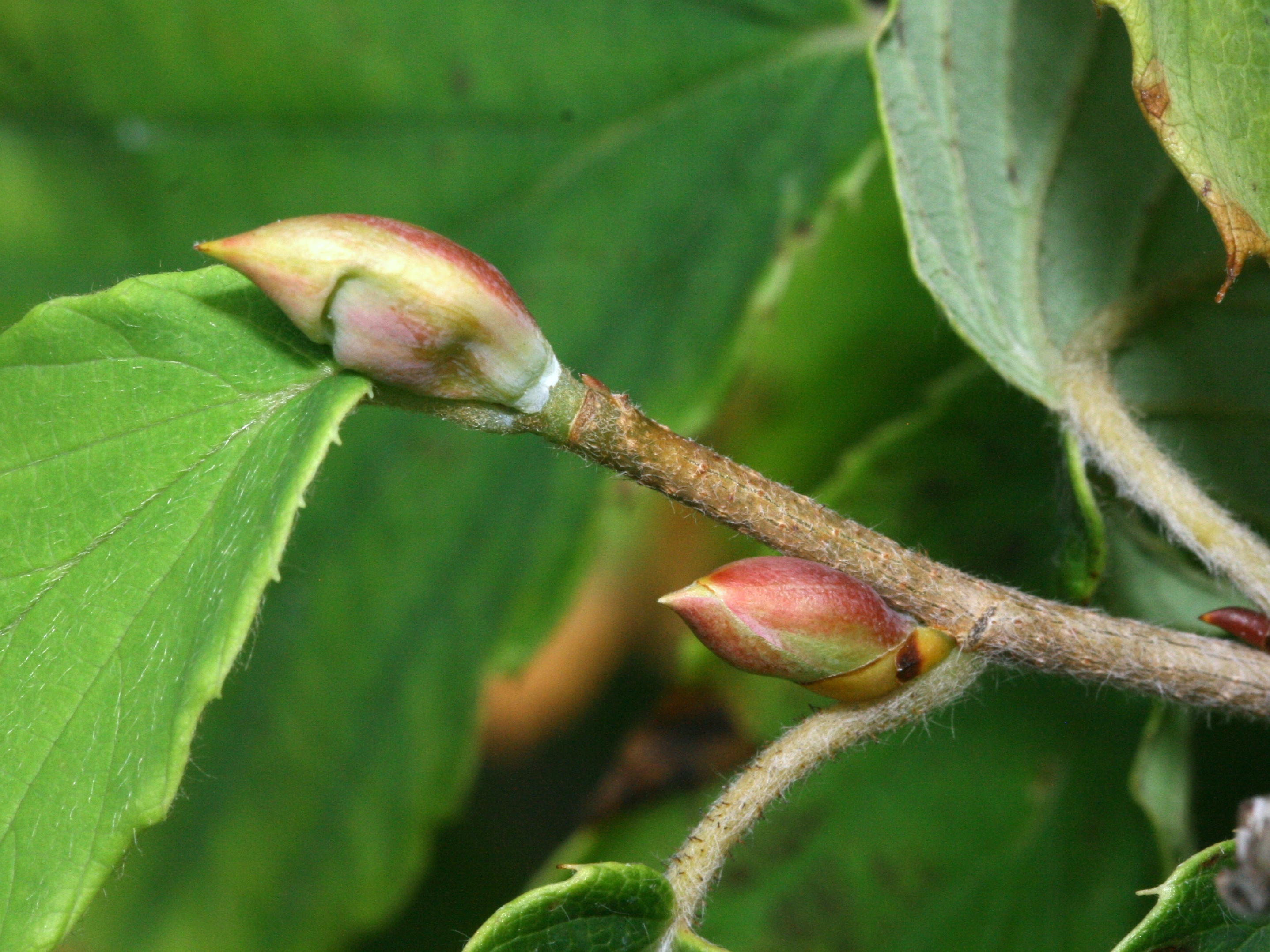
Pupeny lískovníčku klasnatého
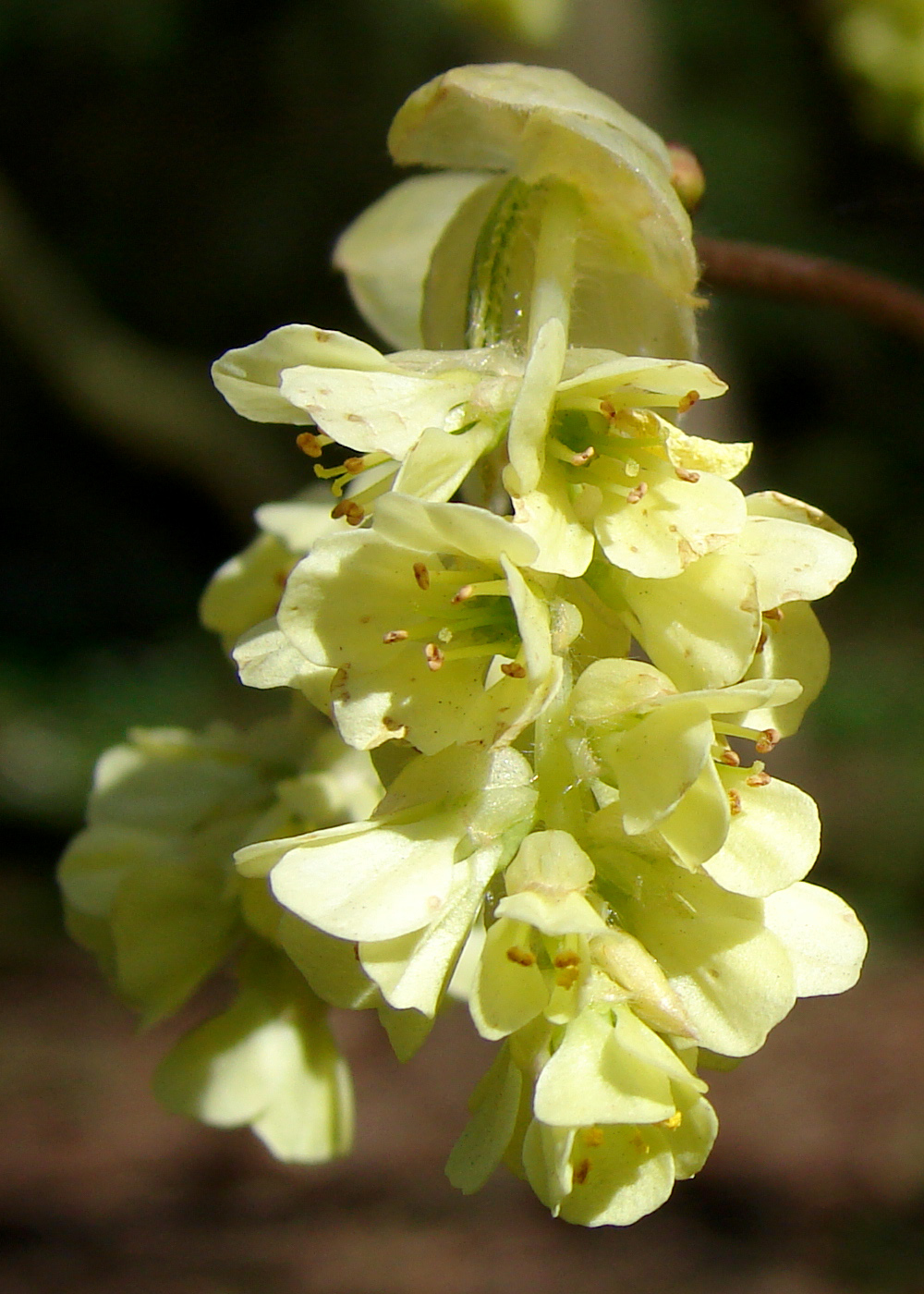
Květenství lískovníčku chudokvětého
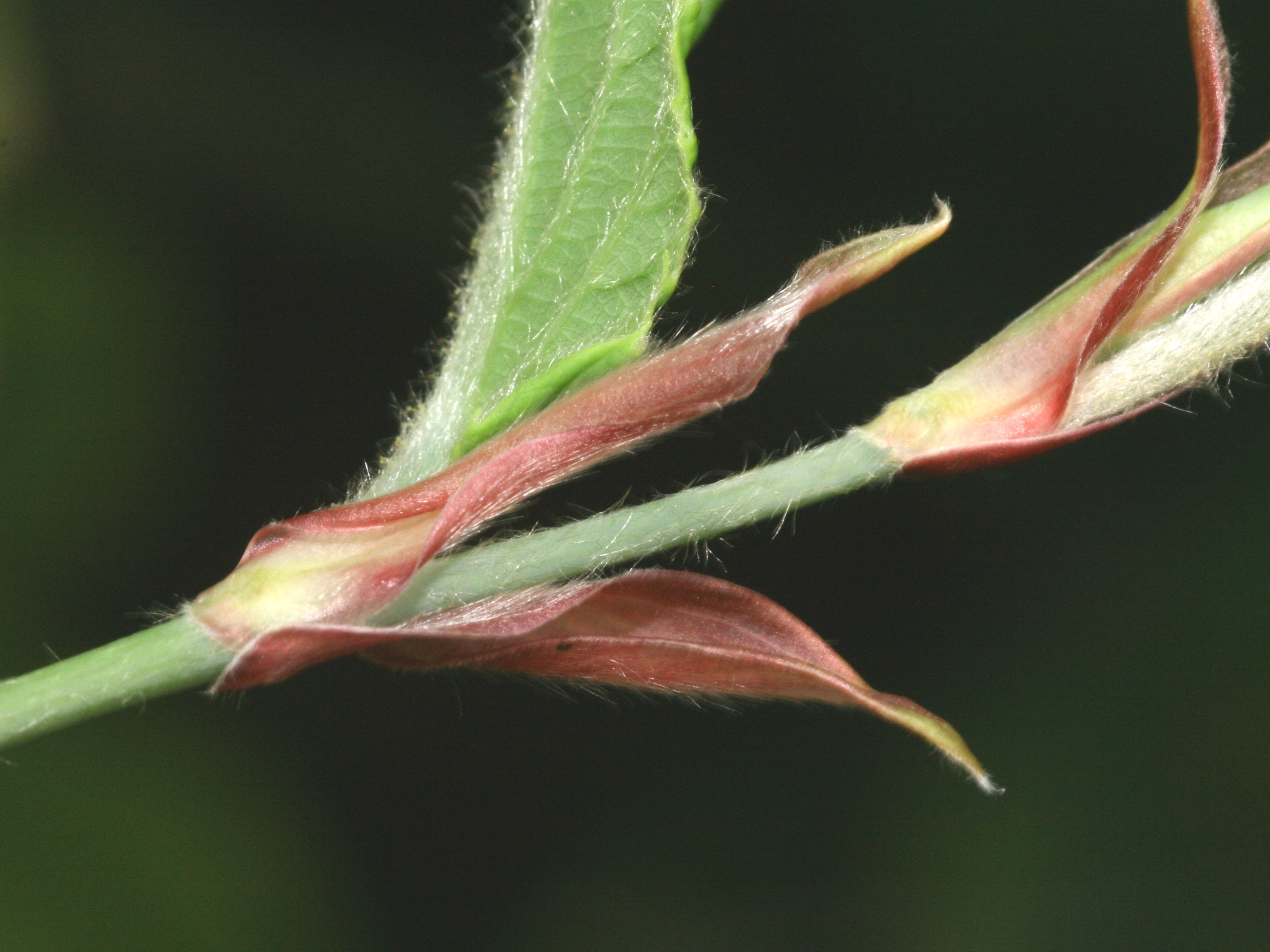
Detail palistů lískovníčku klasnatého
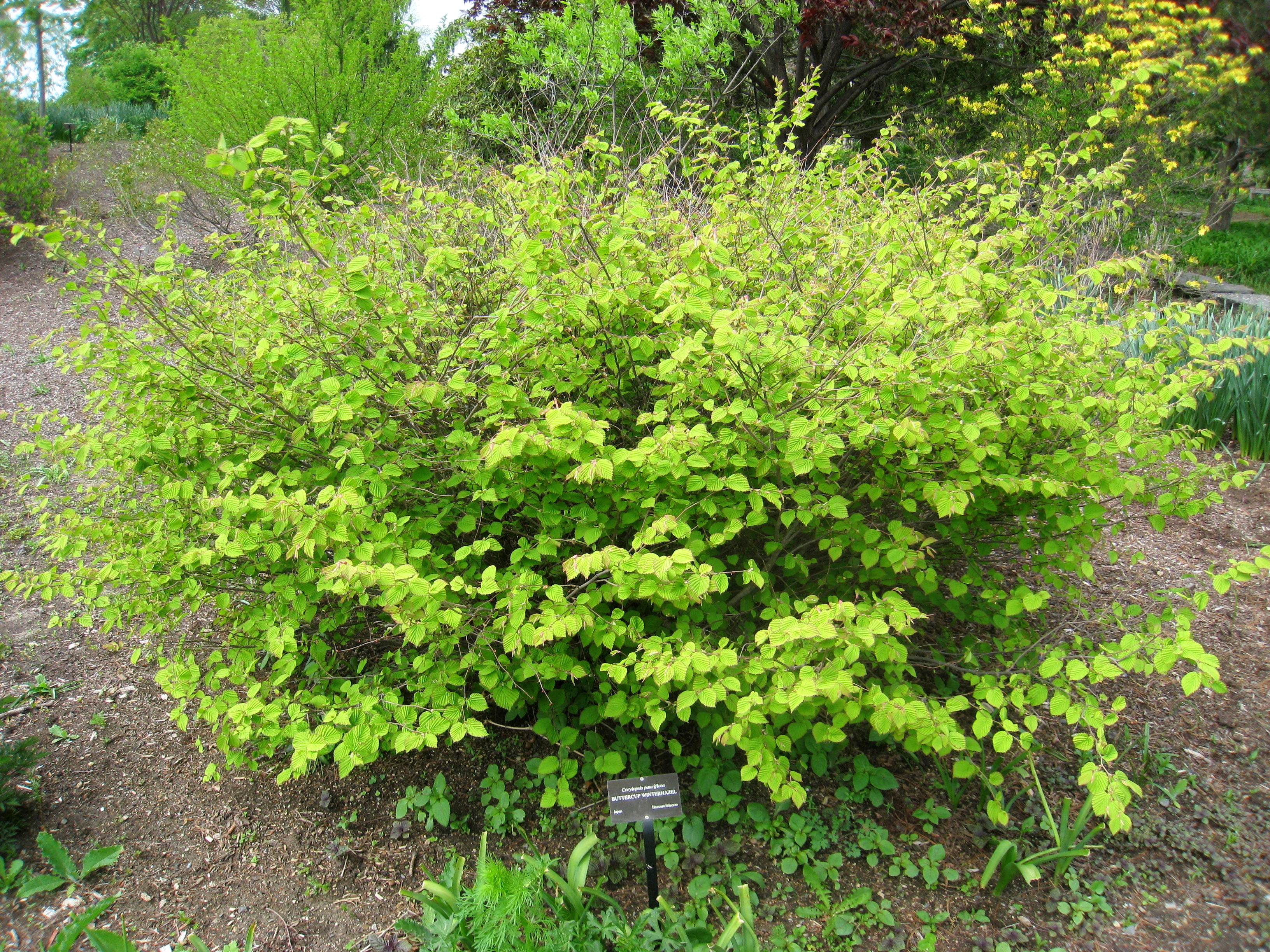
Lískovníček chudokvětý

## Rozšíření
Rod lískovníček zahrnuje asi 29 druhů, z toho 19 druhů jsou endemity Číny. Mimo to se lískovníčky vyskytují i v Himálaji, Koreji a Japonsku.

## Pěstování
Lískovníčky vyžadují chráněné, teplé stanoviště a výživnou humózní půdu. V méně teplých oblastech je vhodná zimní přikrývka půdy kolem rostlin. Snášejí i polostín. Semena lískovníčků klíčí nestejnoměrně a je vhodné je před výsevem stratifikovat. Za nejlepší způsob množení je považováno hřížení. Také zelené řízky odebírané na jaře po odkvětu se dobře ujímají. Vzácnější druhy je možno roubovat na podnož lískovníčku klasnatého. Vůči mrazu je nejodolnější lískovníček olysalý.

## Význam
Lískovníčky jsou pěstovány jako okrasné dřeviny, ceněné zejména pro nápadná květenství v předjaří a pěkné olistění. Nejčastěji je pěstován lískovníček klasnatý (Corylopsis spicata), řidčeji se pěstuje i lískovníček olysalý (C. glabrescens), lískovníček chudokvětý (C. pauciflora), lískovníček čínský (C. sinensis), lískovníček Veitchův (C. veitchiana), lískovníček Willmotové (C. willmottiae), a C. platypetala.
Některé druhy lze použít jako okrasné rostliny. Vyžaduje zimní přikrývku.